# Інволюція (біологія)
Інволю́ція (від  лат. involutio — згортання):
- редукція чи втрата в ході еволюції окремих органів, їх будови та функцій;
- «зворотний розвиток» органів, тканин, клітин;
- атрофія органів при патології чи старінні.